# Laxfoss í Grímsá
Laxfoss (in lingua islandese: cascata del salmone) è un'ampia cascata situata nella regione del Vesturland, nella parte occidentale dell'Islanda.

## Descrizione
La cascata è situata lungo il corso del fiume Grímsá, un fiume che fuoriesce dal lago Reyðarvatn e va a sfociare nel fiordo Borgarfjörður dopo aver attraversato la valle Lundarreykjadalur. Sul fiume ci sono diverse rapide e cascate, e questa è una delle più ampie. Il fiume forma la Laxfoss con un salto di circa 2 metri.
Il Grímsá è uno dei fiumi più ricchi di salmone del paese e questa cascata è un popolare luogo di pesca; Laxfoss infatti in lingua islandese significa cascata del salmone. In Islanda ci sono molte cascate chiamate Laxfoss, come quella lungo il fiume Norðurá. Vicino alla cascata si trova l'Enska húsíð (casa inglese), una capanna di pescatori costruita negli anni '70.
A un paio di chilometri a monte si trovano le cascate di Tröllafossar. Altre cascate del fiume Grímsá sono: Laekjarfoss, Jotnabruarfoss, Kleppagilsfoss, Kleppafoss I-II-III, Selsmyrarfoss, Kerlingafoss, Kalfgilsfoss/Englandsfoss, Breiðifoss, Lambárfoss e Sellfoss.

## Accesso
La cascata è raggiungibile percorrendo dapprima la strada S50 Borgarfjarðarbraut e successivamente seguendo la strada non asfaltata T510 Hvítárvallavegur per un chilometro. La stradina termina proprio in prossimità del fiume, dove è stato costruito un hotel.